# Mauro Carbone
Pour les articles homonymes, voir Carbone (homonymie).
Mauro Carbone, né le 8 décembre 1956  à Mantoue, est un philosophe, essayiste et écrivain italien.
Il est spécialiste d’esthétique, professeur à l’Université Jean Moulin Lyon3 depuis 2009, membre honoraire de l’Institut Universitaire de France, dont il a été membre senior entre 2012 et 2017.

## Biographie
Après avoir étudié à l'Université de Bologne et à l'Université de Padoue, il obtient son doctorat à l'Institut Supérieur de Philosophie de l'Université Catholique de Louvain en 1990, avec une thèse intitulée À partir de Cézanne et de Proust. La Philosophie de l'expression de Maurice Merleau-Ponty. Celle-ci lui permet d’obtenir le prix de l’Académie Royale de Belgique. Une édition remaniée et amplifiée de ce texte est publiée en français sous le titre La visibilité de l’invisible. Merleau-Ponty entre Cézanne et Proust (Hildesheim, Olms, 2001). En 1993 il devient chercheur à l'Université de Milan, où en 2003 il sera nommé professeur d'Esthétique. Il y sera titulaire d'une chaire d’Esthétique Contemporaine de 2006 à 2009.
Carbone est le fondateur de la revue Chiasmi International. Publication trilingue autour de la pensée de Merleau-Ponty, dont il est co-directeur à partir de la fondation en 1999.
Professeur invité au Mexique, auprès de la New School for Social Research de New York, l’Université de Pékin et la Chinese University of Hong Kong, Carbone a été chercheur à la Columbia University de New-York en 2005 et Distinguished Visiting International Scholar auprès de la University of Rhode Island en 2011.
En 2005 il a écrit en collaboration avec Paolo Bignamini Condannati alla libertà (Condamnés à la liberté), une adaptation théâtrale de l'œuvre de Jean-Paul Sartre L'Âge de raison.
Entre 1998 et 2000 il a été membre du Board of Directors of the International Symposium on Phenomenology ; entre 2008 et 2010 il a co-fondé et co-dirigé avec Miguel de Beistegui, University of Warwick (UK), Arnold Davidson, Università degli Studi di Pisa (Italie) et Frédéric Worms, École normale supérieure (France), le ENCFP (European Network in Contemporary French Philosophy). 
À partir de 2002 il est directeur de la collection italienne L'occhio e lo spirito. Estetica, fenomenologie, testi plurilingui et de la collection française L'œil et l'esprit. Esthétique, phénoménologie, textes plurilingues pour la maison d'édition Mimesis.

## Œuvres traduites en français
- La Visibilité de l’invisible. Merleau-Ponty entre Cézanne et Proust, Hildesheim, Allemagne, Georg Olms Verlag, coll. « Europaea memoria. Reihe I, Studien », 2001, p.  (ISBN 3-487-11383-X)
- Proust et les idées sensibles, Paris, Éditions Vrin, coll. « Matière étrangère », 2008, 202 p.  (ISBN 978-2-7116-1907-8)
- Proust et la philosophie aujourd’hui, dir. avec Eleonora Sparvoli, Pise, Italie, Edizioni ETS, coll. « Memorie e atti di convegni », 2008, 345 p.  (ISBN 978-884672094-8)
- La Chair des images. Merleau-Ponty entre peinture et cinéma, Paris, Éditions Vrin, coll. « Matière étrangère », 2011, 168 p.  (ISBN 978-2-7116-2382-2)[3]
- L’Empreinte du visuel. Merleau-Ponty et les images aujourd'hui, dir., Genève, Suisse, MētisPresses, coll. « Champ-contrechamp », 2013, 184 p.  (ISBN 978-2-940406-70-8)
- Être morts ensemble. L’Événement du 11 septembre 2001 [« Essere morti insieme : l'evento dell'11 settembre 2001 »], trad. de Marc Logoz, Genève, Suisse, MētisPresses, coll. « Champ-contrechamp », 2013, 122 p.  (ISBN 978-2-940406-72-2)